# (2864) Soderblom
(2864) Soderblom (1983 AZ; 1965 CG; 1965 DE; 1970 JF; 1972 TO9; 1974 CO) ist ein ungefähr 16 Kilometer großer Asteroid des mittleren Hauptgürtels, der am 30. August 1981 vom US-amerikanischen Astronomen Brian A. Skiff am Lowell-Observatorium, Anderson Mesa Station (Anderson Mesa) in der Nähe von Flagstaff, Arizona (IAU-Code 688) entdeckt wurde.

## Benennung
(2864) Soderblom wurde nach dem Astrogeologen Lawrence A. Soderblom benannt, der beim United States Geological Survey arbeitete. Seine Beiträge zur Planetenforschung umfassten die Erforschung der geologischen Geschichte von felsigen und eisigen Planeten und Satelliten sowie die Bildverarbeitung von Raumfahrzeugen.